# Earl Alexander of Tunis

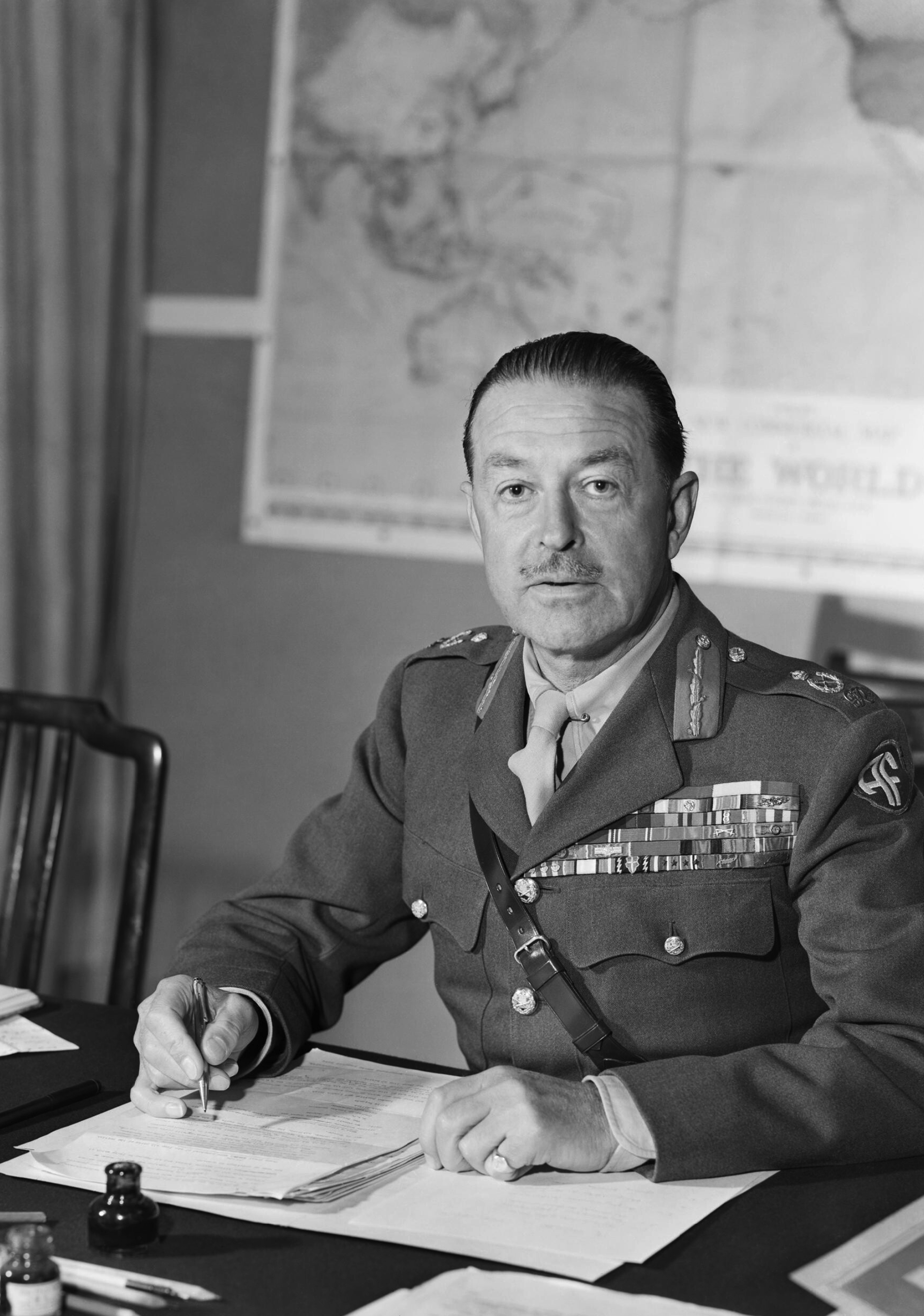
Harold Alexander, 1. Earl Alexander of Tunis

Wappen der Earls Alexander of Tunis

Earl Alexander of Tunis ist ein erblicher britischer Adelstitel in der Peerage of the United Kingdom.

## Verleihung und nachgeordnete Titel
Der Titel wurde am 14. März 1952 für den britischen Feldmarschall Harold Alexander, 1. Viscount Alexander of Tunis geschaffen, anlässlich seines Ausscheidens aus dem Amt des Generalgouverneurs von Kanada. Dieser war im Zweiten Weltkrieg Oberbefehlshaber der britischen Truppen in Nordafrika gewesen. Die Namensgebung des Titels nach der Stadt Tunis nimmt auf seine Verdienste während des Tunesienfeldzugs Bezug.
Zusammen mit der Earlswürde wurde ihm der nachgeordnete Titel Baron Rideau, of Ottawa and of Castle Derg in the County of Tyrone, verliehen. Der Heir Apparent des jeweiligen Earls führt den davon abgeleiteten Höflichkeitstitel Lord Rideau. Bereits am 1. März 1946 war dem ersten Earl der fortan ebenfalls nachgeordnete Titel Viscount Alexander of Tunis, of Errigal in the County of Donegal, verliehen worden. Alle nachgeordneten Titel gehören ebenfalls zur Peerage of the United Kingdom.
Da der erste Earl der dritte Sohn von James Alexander, 4. Earl of Caledon, war, stehen die Earls auch nachrangig in der Erbfolge des Titels Earl of Caledon.

## Liste der Earls Alexander of Tunis (1952)
- Harold Alexander, 1. Earl Alexander of Tunis (1891–1969)
- Shane Alexander, 2. Earl Alexander of Tunis (* 1935)

Mutmaßlicher Titelerbe (Heir Presumptive) ist der Bruder des jetzigen Earls, Hon. Brian James Alexander (* 1939).